# After Forever
After Forever var ett nederländskt symphonic metal-band, bildat 1995 under namnet Apocalypse, som under sina tidigare år främst spelade death metal. När sopranen Floor Jansen 1997 anslöt sig kom deras till mer att likna symphonic metal. Debutalbumet, Prison of Desire, kom ut 2000 och innehöll ett gästframträdande av Sharon Den Adel, sångerska i metalbandet Within Temptation. Bandets kompositör, Mark Jansen, fick sparken 2002 och bildade då bandet Epica för att fortsätta den musikaliska resa han påbörjat med After Forever. 2008 tillkännagav bandets medlemmar att de avsåg att lägga sitt samarbete på is. I februari 2009 tillkännagav de att de upplöst bandet. Floor Jansen bildade nästföljande år bandet ReVamp och 2013 blev hon permanent sångerska i Nightwish.
After Forevers musik kan, som ovan nämnts, beskrivas som symphonic metal. Den är också influerad av death metal, gothic metal, power metal och progressive metal. Bandets sound har varierat från skiva till skiva och enligt medlemmarna själva så har de "aldrig upprepat sig". 

## Medlemmar
Senaste medlemmar
- Sander Gommans – gitarr, growl (1995–2009)
- Luuk van Gerven – basgitarr (1996–2009)
- Floor Jansen – sopransång (1997–2009)
- Andre Borgman – trummor (2000–2009)
- Bas Maas – gitarr, sång (2002–2009)
- Joost van den Broek – keyboard (2004–2009)

Tidigare medlemmar
- Joep Beckers – trummor (1995–2000)
- Mark Jansen – gitarr, growl (1995–2002)
- Jack Driessen – keyboard (1995–2000)
- Lando van Gils – keyboard (2000–2004)

Turnerande medlemmar
- Ed Warby – trummor (2005)
- Koen Herfst – (2005)
- George Oosthoek – sång (2007)

## Diskografi
Demo
- Ephemeral (1999	)
- Wings of Illusion (1999)

Studioalbum
- Prison of Desire (2000)
- Decipher (2001)
- Invisible Circles (2004)
- Remagine (2005)
- After Forever (2007)

EP
- Exordium (2003)

Singlar
- "Follow in the Cry" (2000)
- "Emphasis" / "Who Wants to Live Forever" (2002)
- "Monolith of Doubt" (2002)
- "My Choice" / "The Evil That Men Do" (2003)
- "Digital Deceit	" (2004)
- "Being Everyone" (2005)
- "Two Sides" / "Boundaries Are Open" (2006)
- "Energize Me" (2007)
- "Equally Destructive" (2007)

Samlingsalbum
- Mea Culpa (2006)

Annat
- Hi Five - Female Fronted Metal (2007	) (delad album: Nightwish / After Forever / Sirenia / Epica / Echoes of Eternity)